# سعيد محمد عباسي
سعيد عباسي كان سياسي ودبلوماسي فلسطيني وُلد في بلدة سلوان بمدينة القدس وكان أول سفير لفلسطين في السنغال، وتوفي في 27 مايو (أيار) عام 2004.

## حياته
وُلد سعيد عباسي في بلدة سلوان بمدينة القدس، وبعد أن أنهى دراسته الجامعية في العاصمة الأردنية عمان، حصل على منحة لاستكمال دراسته في الولايات المتحدة الأمريكية، غير أنه التقى وهو في طريقه إلى الولايات المتحدة الأمريكية بمجموعة من الفدائيين الجزائريين كان من بينهم الرئيس الجزائري الراحل عبد العزيز بوتفليقة فرافق هذه المجموعة والتحق بصفوف المقاومة في الجزائر، ثم انتقل إلى المغرب بعد أن نالت الجزائر استقلالها، وعمل بمهنة التدريس، وأنشأ لجنة مساندة الشعب الفلسطيني في المغرب لتعريف الشعب المغربي بأبعاد القضية الفلسطينية وحثهم على دعم ومساندة نضال الشعب الفلسطيني. وفي عام 1964 انضم سعيد عباسي إلى صفوف حركة فتح، وفي عام 1968 انتقل إلى موريتانيا واستطاع بث أول برنامج إذاعي ناطق باللغتين العربية والفرنسية مخصص للحديث عن فلسطين في أفريقيا، وكان لهذا البرنامج الفضل في حشد الرأي العام الأفريقي لدعم القضية الفلسطينية، ثُم كلفه أبو علي إياد في عام 1974 بالسفر إلى غينيا الديمقراطية التي كانت قد نالت استقلالها منذ فترة وجيزة وإفتتاح مكتب لحركة فتح في العاصمة كوناكري. وفي عام 1978 أوفد رئيس السلطة الوطنية الفلسطينية الراحل ياسر عرفات سعيد عباسي بصحبة زوجته ميادة بامية والأب إبراهيم عياد إلى أمريكا اللاتينية وكلفه بتأسيس مكاتب لمنظمة التحرير الفلسطينية في كل من فنزويلا وبيرو وتشيلي. عاد سعيد عباسي بعد ذلك إلى القارة الأفريقية، وعين سفيرا لفلسطين في أنغولا حيث استقبله الرئيس الأنغولي أوغستينو نيتو. دعم سعيد عباسي حركات التحرر الوطني في أفريقيا وتمتع بعلاقات وطيدة مع قادة العمل الوطني الأفارقة أمثال تامبو زعيم ثوار جنوب أفريقيا وسام نجوما زعيم حزب سوابو في ناميبيا واميلكار كابرال زعيم غينيا بيساو. وفي عام 1989 انتقل سعيد عباسي الى السنغال التي كانت أول دولة في أفريقيا اعترفت بالدولة الفلسطينية بعد إعلان تأسيسها في المجلس الوطني في الجزائر.

## وفاته
كان سعيد عباسي ممثلاً لفلسطين لدى السنغال عندما أصيب بمرض السرطان، فأصدر الرئيس السنغالي السابق عبدو ضيوف قرارا بعلاجه على نفقة الدولة. توفي سعيد عباسي في 27 مايو (أيار) 2004، ودفن في مقبرة الشهداء في العاصمة السنغالية دكار.